# Concepteur développeur informatique
Pour les articles homonymes, voir CDI.
Le titre professionnel concepteur développeur informatique (CDI) est une certification de niveau II (équivalent bac + 4) du ministère chargé de l'Emploi (France). Ce titre peut être présenté à l'issue d'une formation de l'AFPA ou de tout autre organisme agréé par le Ministère chargé de l'Emploi comme l'AFPI. Il est également possible d'y accéder directement par la voie de la VAE.
Ce titre a été modernisé par l'arrêté de révision] paru au Journal officiel en date du 23 octobre 2007, avec prise d'effet au 19 décembre 2008.
Le titre est lié à la fiche ROME M1805, d'informaticien/informaticienne d’étude.
Voici les activités et les compétences à mettre en œuvre dans l'emploi correspondant à ce titre, et qui font l'objet de la formation et de la certification CDI :
- Développer des composants d'interface (maquetter l'application ; programmer des formulaires et des états ; programmer des pages Web ; manipuler les données avec le langage de requête SQL ; développer les composants d'accès aux données ; installer les composants ; assister les utilisateurs ; organiser son temps ; communiquer dans un contexte professionnel ; utiliser l'anglais dans son activité professionnelle en informatique ; actualiser ses compétences techniques).
- Développer la persistance des données (modéliser les données ; mettre en place la base de données ; manipuler les données avec le langage de requête SQL ; Programmer dans le langage du SGBD : triggers et procédures stockées ; communiquer dans un contexte professionnel ; utiliser l'anglais dans son activité professionnelle en informatique ; actualiser ses compétences techniques).
- Développer une application x-tiers (définir l'architecture de l'application ; modéliser l'application à développer en utilisant UML ; appliquer une démarche qualité ; développer les composants métier ; manipuler les données réparties dans une architecture client/serveur x-tiers ; développer les composants de la couche de présentation (IHM) ; développer des composants intégrés à l'informatique nomade ; réaliser un test d'intégration ; déployer l'application ; animer l'équipe de développement ; communiquer dans un contexte professionnel ; utiliser l'anglais dans son activité professionnelle en informatique ; actualiser ses compétences techniques).

## Logo de la certification CDI

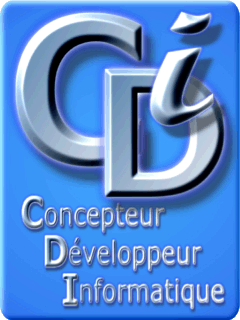
Logo CDI